# Caves Miró
Les Caves Miró o Casa Miró és una obra noucentista de Cèsar Martinell a Sant Sadurní d'Anoia (Alt Penedès) i protegida com a bé cultural d'interès local.

## Descripció
És un edifici industrial de planta baixa i un pis. Fa xamfrà en un solar on també es troba una casa-torre de la mateixa propietat. La façana és senzilla, amb utilització d'elements clàssics, maó vista i revestiments ceràmics que fan referència a la marca i propietaris de les caves. L'obra, tant per l'època en què va ser construïda com per les seves característiques, s'inscriu dintre del corrent noucentista.

## Història
El projecte de les Caves Miró, conservat a l'arxiu de l'Ajuntament, data del març de 1929, i fou aprovat el 31 de març del mateix any. La realització de l'obra fou encarregada a l'arquitecte Cèsar Martinell per Joan Miró i Bages, procedent de Vila-rodona. La construcció d'aquest edifici es relaciona amb el procés general d'expansió, tant econòmica com urbanística, de Sant Sadurní a partir del darrer terç del segle xix. Aquesta expansió fou deguda a la implantació a la vila de la indústria de vins escumosos, que ha convertit Sant Sadurní en el primer centre productor de l'estat espanyol.